# Giovanni Ferrara (magistrato)
Giovanni Ferrara (Saviano, 26 giugno 1938) è un magistrato italiano, sottosegretario all'Interno del governo Monti.

## Biografia
È entrato in magistratura nel 1964. È stato Sostituto procuratore generale presso la Corte di appello di Roma, Procuratore della Repubblica di Terni e Capo dell'Ispettorato generale presso il ministero della Giustizia.
Nel 2004, dopo essere stato presidente della sezione GIP del tribunale di Roma, è stato nominato procuratore della capitale. Tra le altre cose si occupa personalmente dell’indagine sul Presidente della Camera Gianfranco Fini riguardante la casa di Montecarlo disponendo già  il 26 ottobre 2010 la chiusura per archiviazione quando sette anni più tardi verrà rinviato a giudizio per riciclaggio dal nuovo procuratore di Roma Giuseppe Pignatone.
Nel frattempo il 28 novembre 2011 Ferrara viene  nominato sottosegretario all'Interno del Governo Monti in quota Futuro e Libertà, proprio il partito di Fini.
Ha giurato il giorno successivo e si è contemporaneamente messo in quiescenza dalla magistratura. 
È rimasto sottosegretario fino al 28 aprile 2013, quando si è insediato il Governo Letta.